# Neosalanx regani
Neosalanx regani là một loài cá thuộc họ Salangidae. Đây là loài đặc hữu của Nhật Bản. Chúng có tên là ariakehimeshirauo (アリアケヒメシラウオ, 有明姫白魚) trong tiếng Nhật có nghĩa là loài cá bống băng (shira-uo) ariakehime.
Loài cá này chỉ được tìm thấy ở khu vực Midori và sông Chikugo ở Kyushu. Chiều dài tối đa của chúng vào khoảng 63 mm (2,5 in). Vòng đời của lài cá này vào khoảng 1 năm.